# Джілалі Хамрі
Джілалі Хамрі (24 листопада 1958, м. Алжир, Алжир) — колишній алжирський хокеїст, захисник, який понад 15 років виступав за хокейний клуб «Моселль Амневілль» у Французькому дивізіоні 1. Один з небагатьох уродженців Алжиру у лізі.